# روجر إل. ستيفنز
روجر إل. ستيفنز (بالإنجليزية: Roger L. Stevens)‏ هو منتج مسرحي ‏ أمريكي، ولد في 12 مارس 1910 في ديترويت في الولايات المتحدة، وتوفي في 2 فبراير 1998 في واشنطن العاصمة في الولايات المتحدة.

## وصلات خارجية
- روجر إل. ستيفنز على موقع IMDb (الإنجليزية)
- روجر إل. ستيفنز على موقع ميوزك برينز (الإنجليزية)
- روجر إل. ستيفنز على موقع قاعدة بيانات برودواي على الإنترنت (الإنجليزية)
- روجر إل. ستيفنز على موقع قاعدة بيانات برودواي على الإنترنت (الإنجليزية)
- روجر إل. ستيفنز على موقع قاعدة بيانات الفيلم (الإنجليزية)